# 中央委員会
中央委員会（ちゅうおういいんかい、英: Central Committee）は、社会党・共産党、また社会主義や共産主義を掲げる団体や労働組合における議決機関である「大会」の開催されていない期間において、その任務を代行する機関のこと。
例外として東京大学学生自治会中央委員会のように学生自治団体が、中国国民党中央委員会のように一般政党が名乗る場合もある（国民党は社会主義政党でない）。また社会民主党は社会民主主義政党でありながら、各機関は他の政党同様に「全国（または地方自治体名）連合」を名乗っている。
マルクス・レーニン主義政党においてはしばしば「党中央（とうちゅうおう）」とも略され、党内で決定権を持つ個人・集団のことを比喩的に指すこともある。なお、金日成が死去する以前の朝鮮民主主義人民共和国で「党中央」と言えば、金正日の婉曲表現であった。
地域毎の「地方委員会」も当然存在し、日本や中国では「（地方公共団体・地域名）委員会」となる。

## マルクス・レーニン主義政党の中央委員会
マルクス・レーニン主義政党の中央委員会は、1年または数年に一度開かれる党大会で選出され、次の党大会までの間に党大会の決議に基づいて党全体を指導する。党の規模が小さい場合、中央委員会が実質的に日常的な意思決定を行う常設機関となるが、政権を掌握したり党員数が増えて規模が拡大すると、中央委員の数も増え、常設機関にできなくなるため、さらにその中に常設機関（「政治局」・「幹部会」などと呼ばれる）を設けるのが普通である。政治局や幹部会すら大きすぎて常設機関にできなくなると、さらにその中に常設機関が設けられる。中国共産党や朝鮮労働党の「政治局常務委員会」や日本共産党の「常任幹部会」がそれである。なお、中央委員の下の序列として、「中央委員候補」または「准中央委員」が置かれることも多い。
また、党の人事や運営にあたる機関として中央委員会には「書記局」がおかれ、その長である書記長（第一書記、総書記などと呼称する場合もある）が党首にあたるものとして（書記長は政治局員を兼ねるケースが殆どである）実権を掌握し、さらに社会主義国では国家を指導する党の指導者ということから、その国の最高指導者となることが多い（例：ソビエト連邦共産党書記長、中国共産党中央委員会総書記など）。

## 労働組合・社会民主主義政党の中央委員会
労働組合や社会民主主義政党の場合は、大会で中央執行委員会や全国執行委員会を選出し、これが指導部となる。中央委員会は、大会につぐ機関として、中央執行委員会・全国執行委員会によって招集される。